# Jörgen Mörnbäck
Bo Jörgen Mörnbäck, född 3 juni 1956, är en svensk imitatör, komiker och pianist från Göteborg.

## Biografi
Jörgen Mörnbäck började hos Bosse Parnevik 1979 och spelade revy hos Hagge Geigert på Lisebergsteatern 1982. Därefter har han satsat på egna shower i första hand. Jörgen Mörnbäck har medverkat flitigt som imitatör i radio och TV. Bland de personer han imiterat märks Ingvar Carlsson, Carl Bildt, Sten-Åke Cederhök, Sven Melander, Björn Skifs och Göran Persson. I radioprogrammet Salva imiterade han bland andra Glenn Hysén, Peter Antoine, Carl XVI Gustaf, Göran Persson, Fredrik Lindström, Carl-Einar Häckner, Per Oscarsson, Sven Wollter, Tomas Nordahl, Kim Källström, Mauro Scocco, Henrik Larsson, Johan Ulveson, Lasse Brandeby, Tommy Söderberg, Lars Lagerbäck.
1991 gav Jörgen Mörnbäck ut singeln Rapping Ingvar 91, där han imiterade Sveriges dåvarande statsminister Ingvar Carlsson. Singeln låg på Svensktoppen under två veckor i september det året.
Mörnbäck var huvudgäst i Bingolotto den 24 oktober 2010. Han bor i Lerum.